# کریدنس کلیرواتر ریوایول
کریدنس کلیرواتر ریوایول (به انگلیسی: Creedence Clearwater Revival) گروه موسیقی راک آمریکایی بود که در سال ۱۹۶۷ توسط جان فوگرتی (خواننده، گیتاریست، ترانه‌سرا)، برادرش، Tom Forgerty (گیتاریست) و Stu Cook (نوازنده بیس) و Doug Clifford (درامر) به وجود آمد. موسیقی این گروه در سبک‌های روتز راک، سوآمپ راک، بلوز راک فعالیت داشت.
گروه ۲۶میلیون نسخه از آلبوم‌های خود را (آمار در آمریکا) بفروش رسانده. در مجله رولینگ استون در فهرست ۱۰۰هنرمند برتر در تمام تاریخ شماره ۸۲ شد.

## اعضا
- جان فوگرتی: آواز و گیتار الکتریک
- تام فوگرتی: گیتار الکتریک
- استو کوک: گیتار بیس
- داج کلیفورد: درام

## آلبوم‌ها
- Creedence Clearwater Revival - ۱۹۶۸
- Bayou Country - ۱۹۶۹
- Green River - ۱۹۶۹ *
- Willy and the Poor Boys - ۱۹۶۹ *
- Cosmo's Factory - ۱۹۷۰ *
- Pendulum - ۱۹۷۰
- Mardi Gras - ۱۹۷۲
- Live in Europe - ۱۹۷۳
- The Golliwogs - ۱۹۷۵
- Chronicle - ۱۹۷۶
- The Concert (۱۹۷۰) - ۱۹۸۰
- Bad Moon Rising: The Best of Creedence Clearwater Revival - 2003

* این سه آلبوم در مجله رولینگ استون جزو «۵۰۰ آلبوم برتر» شناخته‌شد.